# William Henry Carroll

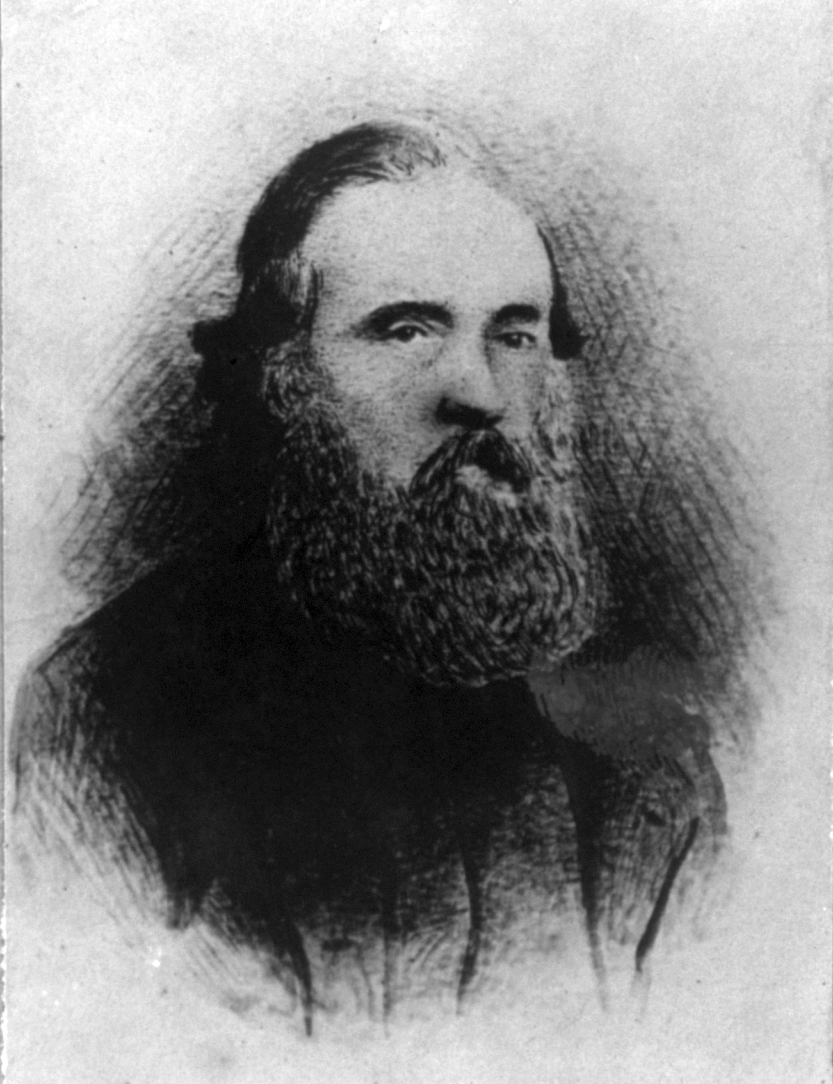
William Henry Carroll

William Henry Carroll (* um 1810 in Nashville, Tennessee; † 3. Mai 1868 in Montreal) war ein Brigadegeneral der Armee der Konföderierten Staaten von Amerika im Bürgerkrieg.

## Leben
Carroll wurde als ältester Sohn William Carrolls, des sechsmaligen Gouverneurs von Tennessee und Intimfreundes von Andrew Jackson, geboren. Nachdem er einige Jahre als Plantagenbesitzer im Panola County, Mississippi gelebt hatte, zog er 1848 nach Memphis. Dort wirkte er einige Jahre als Postmeister der Stadt.
Mit Ausbruch des Bürgerkriegs wurde Carroll zunächst zum Brigadegeneral der vorläufigen Armee des Staates Tennessee berufen und nach Beitritt Tennessees zur Konföderation als Colonel des 37. Tennessee Regiments in die Armee der Konföderierten Staaten von Amerika übernommen.
Am 26. Oktober 1861 wurde Carroll zum Brigadegeneral befördert und unmittelbar darauf nach Knoxville, Tennessee versetzt. Dort verhängte er das Kriegsrecht, um die Kontrolle über die mit den Nordstaaten sympathisierenden Einwohner des Ostens des Staates zu gewinnen.
Für seinen Einsatz in der Schlacht von Fishing Creek, wo sich seine Brigade unter geringen Verlusten geordnet zurückzog, handelte sich Carroll die Kritik Braxton Braggs ein, welcher ihn als „not safe … to entrust with command“ (deutsch: zu unsicher … ein Kommando anvertraut zu bekommen) bezeichnete. Auf Betreiben Braggs wurde Carroll wegen Trunkenheit, Inkompetenz und Nachlässigkeit verhaftet und vor ein Kriegsgericht gestellt. Nach der Verhandlung gab er am 1. Februar 1863 sein Kommando zurück und folgte seiner Familie, welche nach der Einnahme von Memphis durch Unionstruppen nach Kanada emigriert war. Dort starb er in Montreal am 3. Mai 1868.